# Cononedys
Cononedys is een vliegengeslacht uit de familie van de wolzwevers (Bombyliidae). De wetenschappelijke naam van het geslacht werd voor het eerst geldig gepubliceerd in 1907 door Hermann.

## Soorten
- C. erythraspis Hermann, 1907
- C. scutellata (Meigen, 1835)